# IC 223
IC 223 је галаксија у сазвјежђу Кит која се налази на листи објеката дубоког неба у Индекс каталогу.
Деклинација објекта је - 20° 44' 45" а ректасцензија 2h 22m 1,0s. Привидна величина (магнитуда) објекта IC 223 износи 13,4 а фотографска магнитуда 14,0. Налази се на удаљености од 18,8 милиона парсека од Сунца. IC 223 је још познат и под ознакама ESO 545-8, MCG -4-6-31, IRAS 02197-2058, PGC 8998.